# Dénia
Dénia város Spanyolországban, Valencia autonóm közösség Alicante tartományában. kikötőváros a Costa Blanca északi részén, Valencia és Alicante között.
Lakosainak száma 46 942 fő (2024).

## Fekvése
Dénia kikötőváros a Costa Blanca északi részén, Valencia és Alicante között. Alicantétól közúton 91 km-re található.

### Közeli települések
Dénia Benimeli, Gata de Gorgos, Oliva, Ondara, Pedreguer, Pego, Els Poblets, El Ràfol d’Almúnia, Teulada, El Verger és Xàbia községekkel határos.

## Nevezetességei
- Vár (castillo)
- Játékmúzeum

## Képgaléria

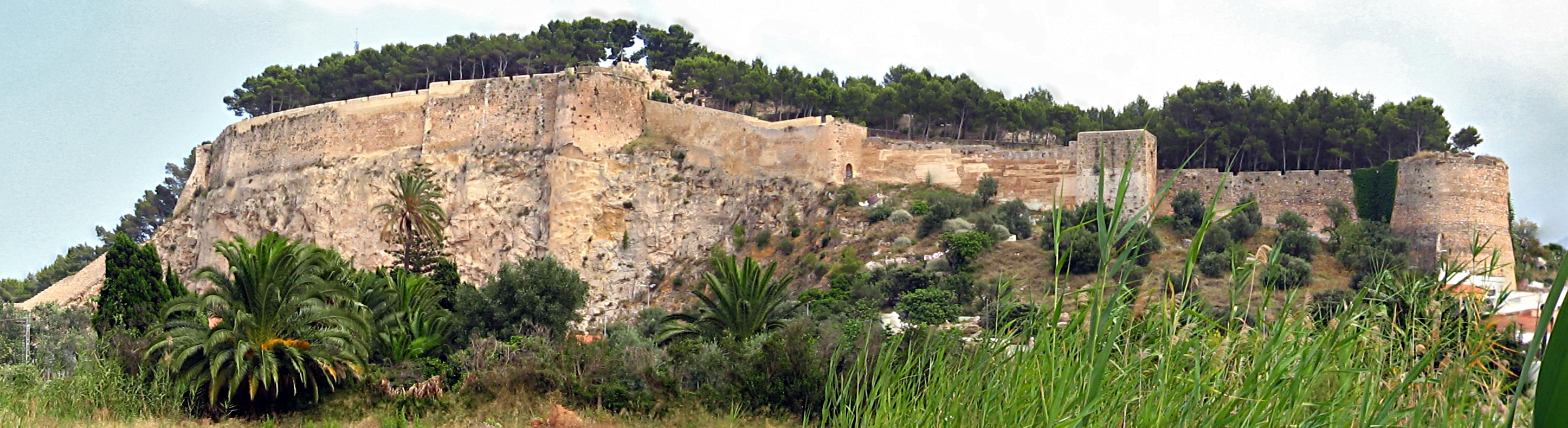
A vár
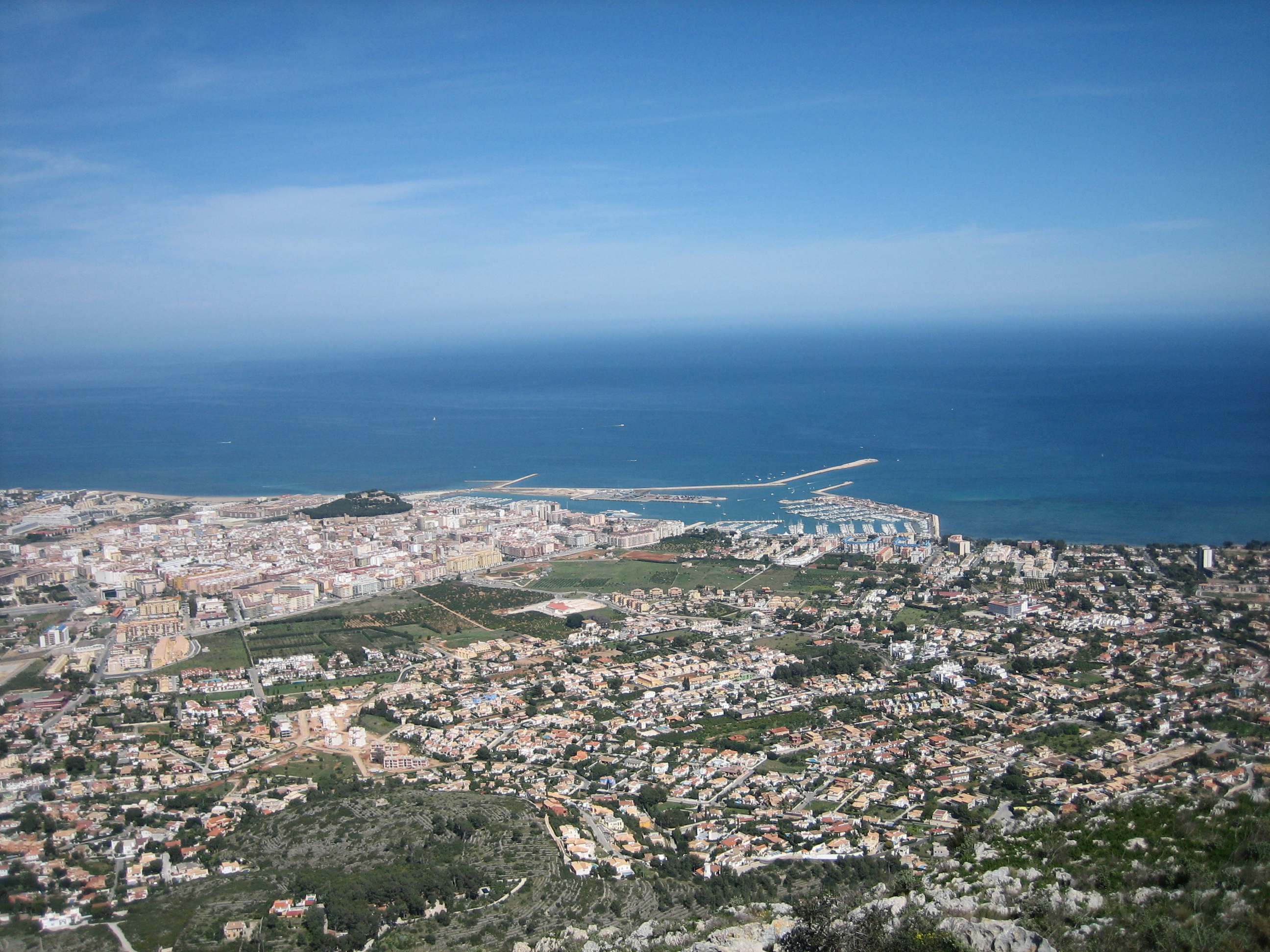
Dénia a Montgó északi oldaláról nézve

## Testvértelepülései
- Reinickendorf
- Cholet

## Népesség
A település lakosságának változását az alábbi diagram mutatja:
| Lakosok száma | 32 332 | 38 584 | 41 591 | 44 464 | 44 726 | 41 672 | 41 465 | 42 166 | 42 953 | 46 942 |
|               | 2001   | 2004   | 2006   | 2009   | 2011   | 2014   | 2016   | 2019   | 2021   | 2024   |